# Gauffin
Gauffin (även Goffe, Goffin; uttal [gɔˈfɛŋ] Gåfäng) är ett svenskt efternamn av vallonskt ursprung som bars av 644 personer i Sverige år 2023 med stavningen Gauffin, 61 med stavningen Goffe och 11 med stavningen Goffin. Ursprunget är etymologiskt identiskt med förnamnet Gottfrid via vallonskan, det vill säga en urgermansk sammansättning av *guda- ’gud’ och *-friþu ’fred’).
Den första bäraren i Sverige var Thomas Goffin i Åker. Han var född i Omont i Ardennes omkring år 1575 och kom till Sverige 1621 för att arbeta som kolare eller skogshuggare.

## Personer med efternamnet Gauffin
- Axel Gauffin (1877–1964), konsthistoriker
- Britt-Marie Gauffin-Montgomery (1919–1999), grafiker, dotter till Axel Gauffin
- Einar Gauffin (1879–1948), lärare och rektor
- Gustaf Reinhold Gauffin (1799–1890), apotekare, skapare av Gauffins dubbelblandning
- Johan Bernhard Gauffin (1848–1920), folkskollärare, psalmförfattare och södagsskoletidningsredaktör
- Rolf Gauffin (1926–2007), diplomat
- Åke Gauffin (1938–2020), musiker